# Sofoly
Sofoly (persiska: صوفلو, سُفُلی, Şūflū) är en ort i Iran.   Den ligger i provinsen Ardabil, i den nordvästra delen av landet, 400 km nordväst om huvudstaden Teheran. Sofoly ligger 1 744 meter över havet och antalet invånare är 259.
Terrängen runt Sofoly är lite bergig. Runt Sofoly är det ganska glesbefolkat, med 38 invånare per kvadratkilometer. Närmaste större samhälle är Ārmūdāq, 19,6 km nordväst om Sofoly. Trakten runt Sofoly består i huvudsak av gräsmarker.